# Szuć
Szuć (niem. Schuttschen) – wieś w Polsce położona w województwie warmińsko-mazurskim, w powiecie szczycieńskim, w gminie Jedwabno. Wieś jest placówką Ochotniczej Straży Pożarnej.
Na południe od miejscowości przepływa obszarami leśno-bagiennymi rzeka Omulew. Znajdują się tu pozostałości po nieistniejących już wioskach Dębowiec Mały, Dębowiec Duży i Ruda, a także pobliski rezerwat przyrody Małga.
W latach 1975–1998 miejscowość administracyjnie należała do województwa olsztyńskiego.

## Demografia
- 1817: 261 mieszkańców
- 1895: 231 mieszkańców
- 1939: 251 mieszkańców
- 1991: 351 mieszkańców
- 2004: 421 mieszkańców